# 罗伯特·欧沃米尔
罗伯特·弗兰克林·欧沃米尔（Robert Franklyn Overmyer，1936年7月14日—1996年3月22日）曾是一位美国国家航空航天局的宇航员和美国海军陆战队上校，执行过STS-5以及STS-51-B任务。他出生于俄亥俄州洛兰。

## 早年
欧沃米尔1954年中学毕业。1958年他在鲍得温华莱士学院获得物理学学位，1964年他在美国海军本科学校获得航空学硕士学位，他的专业是航空航天工程。

## 海军陆战队和早期美国国家航空航天局生涯
1958年1月欧沃米尔加入海军陆战队。他完成了海军飞行训练，于1959年11月入编第214海军陆战队攻击中队。1962年他奉派入海军专科学校学习航空学。毕业后他在第17海军陆战队维护中队服役一年。然后他进入位于加利福尼亚洲爱德华兹空军基地的空军试飞飞行学校。1966年他入选为美国空军载人轨道实验室项目的宇航员。他共有飞行记录7500多小时，其中6000多小时是飞行喷气式飞机。
1969年载人轨道实验室项目取消，此后不久欧沃米尔經美国国家航空航天局選拔为宇航员。从1969年到1971年11月他参加天空实验室计划的工程发展工作。从1971年11月到1972年12月他是阿波罗17号的后勤组成员和起飞组联系员。从1973年1月到1975年7月他是阿波罗-联盟测试计划的后勤组成员和美国国家航空航天局驻苏联莫斯科任务控制中心的美国飞行舱联系员。1976年他参加航天飞机接近和着陆测试项目，他是飞船第一次和第三次自由飞行的飞行员。1979年他成为哥伦比亚号航天飞机的副飞机经理，他的任务包括监督完成生产工作和在肯尼迪航天中心航天飞机首次起飞前监督完成飞机表面放热瓦的铺设。他执行这个任务，直至哥伦比亚号1980年运抵发射台。

## 航天飞机
欧沃米尔是的飞行员，他的副飞行员是文斯·布兰德。这是航天飞机第一次完全操作飞行。1982年11月11日航天飞机从肯尼迪航天中心发射。机上还有两名任务专家约瑟夫·艾伦和威廉·勒诺。这也是航天飞机首次携带四名宇航员飞行。它第一次成功地从它的载重舱发射了两颗商用通讯卫星，清楚地显示了它所有的操作功能。这是航天飞机的有效载荷辅助舱和新的弹射系统首次应用。在飞行过程中进行的多次飞行测试纪录了航天飞机载起飞、加速、轨道环绕、进入大气层和着陆过程中的性能。这是航天飞机最后一次携带发展飞行仪器来帮助飞行测试。任务还包括一个特殊特制通道测试、三个学生参与项目和医学实验。机组人员成功地完成了五天的轨道飞行，他们首次穿越一个云层降落，并展示了航天飞机最大刹车能力。1982年11月16日他们在爱德华兹空军基地的一个水泥跑道上降落。总共飞行时间为122小时。
欧沃米尔是和太空实验室-3任务的机长。他的机组包括四名宇航员和两名进行了许多科学实验的负载专家。这些试验从太空物理到装动物的容器。这次任务也是首次使用特制通道容器发射小载荷。这次任务于1985年4月29日12:02东海岸时间从肯尼迪航天中心发射，到1985年5月6日9:11太平洋海岸时间在爱德华兹空军基地降落，在190千米高处共环绕地球110次。
1986年5月欧沃米尔从美国国家航空航天局和海军陆战队退休。

## 个人生活
欧沃米尔是美国测试试飞员协会、美国实验飞机协会和飞机所有者与驾驶员协会成员。他的业余爱好包括滑雪、滑水、架船，驾驶开蓬双翼机、教练棒球和跑步。

## 逝世
1996年3月22日欧沃米尔在测试一架轻型飞机的时候坠机逝世。他留下妻子和三个孩子。

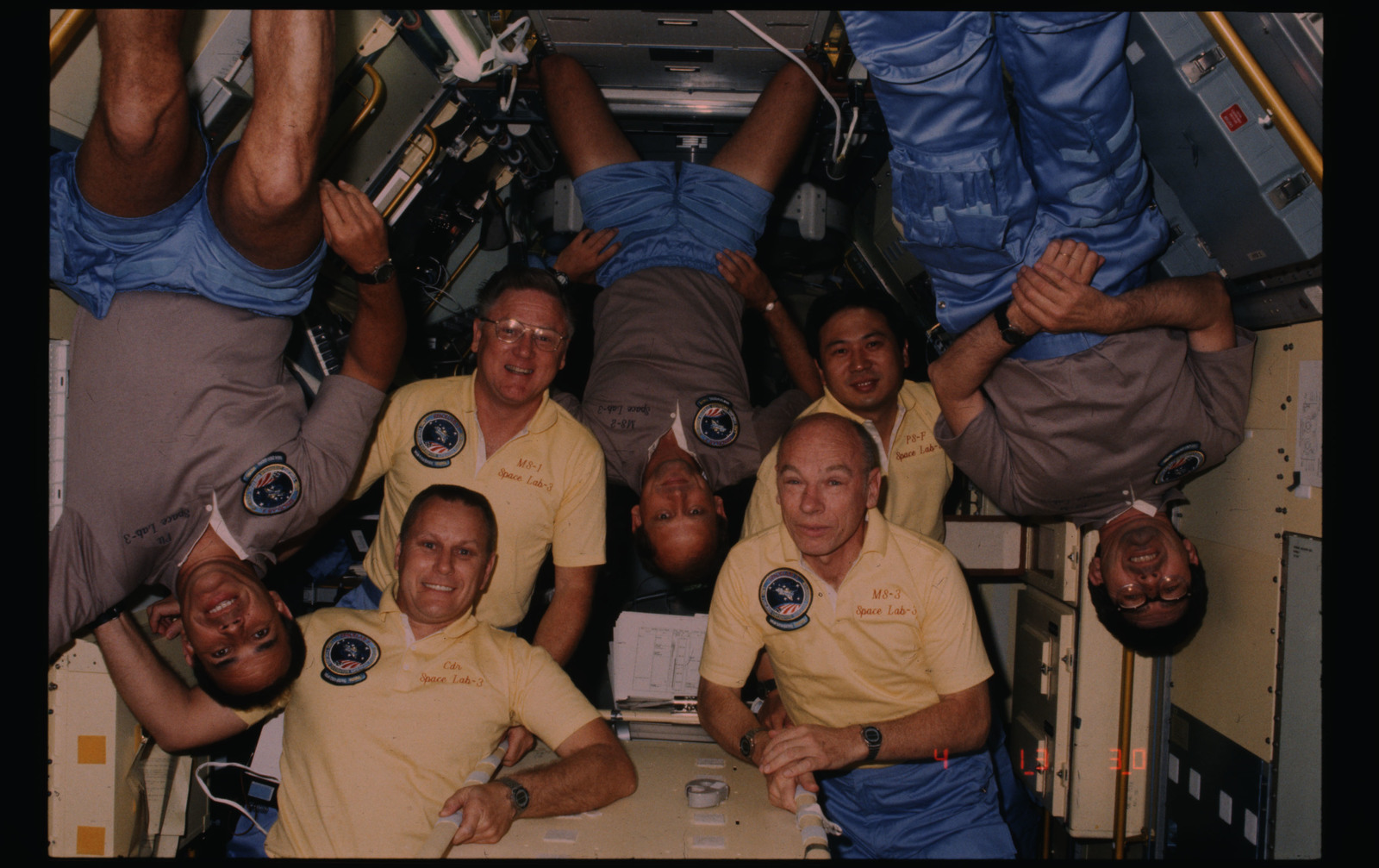
欧沃米尔（左二）和STS-51-B的机组成员

## 荣誉
1969年欧沃米尔因为参加载人轨道实验室的工作获得空军服役优良勋章，1978年作为航天飞机接近和着陆测试项目获得海军陆战队服役优良勋章，1982年12月获得鲍得温华莱士学院哲学荣誉博士，1983年1月获得美国海军专科学校优异工程师奖赏，同年获得飞行优异十字勋章和美国国家航空航天局空间飞行奖章。